# Godot Engine
Godot Engine és un motor gràfic de desenvolupament de videojocs, multi-plataforma, gratuït i de codi obert, distribuït sota la llicència MIT. Permet desenvolupar videojocs en 2D i en 3D mitjançant un sistema jeràrquic de nodes i escenes, i inclou les eines necessàries per al desenvolupament de manera centralitzada i visual, seguint la mateixa línia que altres motors gràfics com Unity o Unreal Engine.
El desenvolupament de Godot Engine va començar l'any 2001 per part de l'empresa argentina OKAM Studios, i el seu codi font va ser alliberat al públic el febrer del 2014. Actualment és l'eina de desenvolupament de videojocs més popular a Github.
El programa es troba disponible per a Microsoft Windows, macOs i Linux i pot exportar els videojocs a mòbil(Android, iOS i windows phone), PC(Windows, MAc OS i Linux) i a web(html5, css3, javascript i web assembly). El seu principal llenguatge de programació és GDScript, un llenguatge desenvolupat específicament per a aquest motor, tot i que també té compatibilitat amb GDNative, VisualScript, C# i C++, a més de suportar altres llenguatges de manera no oficial.
Godot Engine ofereix dues versions: la versió clàssica, que té suport per a GDNative, GDScript i VisualScript i, la versió Mono, que suporta C# i C++. Actualment permet utilitzar dos renderitzadors gràfics, OpenGL ES 2.0 i OpenGL ES 3.0, tot i que s'està treballant en el suport per a Vulkan.
El nom del motor prové de l'obra teatral Tot esperant Godot de Samuel Beckett. Tal com ocorre a l'obra, els usuaris sempre estan a l'espera d'una nova versió de Godot, ja que el programa mai no està complet i sempre hi ha coses pendents d'afegir-hi.